# Associação Social e Esportiva Sada 2022-2023
Questa voce raccoglie le informazioni riguardanti l'Associação Social e Esportiva Sada nella stagione 2022-2023.

## Stagione
L'Associação Social e Esportiva Sada utilizza la denominazione sponsorizzata Sada Cruzeiro Vôlei nella stagione 2022-23.
Partecipa alla Superliga Série A per la diciassettesima volta: dopo il primo posto in regular season, elimina l'APAN e l'Amigos do Vôlei, andando a conquistare il suo ottavo scudetto ai danni del Minas. Nelle altre competizione nazionali vince la sua quinta Supercoppa brasiliana, sempre contro il Minas, mentre si aggiudica la settima Coppa del Brasile della propria storia sconfiggendo uno dopo l'altro l'ABCD, il Suzano e l'Amigos do Vôlei.
In ambito locale vince per la quattordicesima volta il Campionato Mineiro, mentre a livello internazionale, dopo il terzo posto al campionato mondiale, aggiunge al proprio palmarès il nono Campionato sudamericano; in tutte e tre le finali disputate, sia le due per il titolo che quella per il terzo posto, si aggiudica il classico contro il Minas.

## Organigramma societario
Area direttiva
- Presidente: Vitório Medioli

Area tecnica
- Allenatore: Filipe Ferraz
- Assistente allenatore: Humberto Martelete
- Preparatore atletico: Fabio Correia

Area sanitaria
- Fisioterapista: Alysson Zuin

## Rosa
| N° | Nome                | Ruolo | Data di nascita  | Nazionalità sportiva |
| -- | ------------------- | ----- | ---------------- | -------------------- |
| 1  | Welinton Oppenkoski | O     | 28 marzo 2000    | Brasile              |
| 2  | Guilherme da Silva  | C     | 12 novembre 2003 | Brasile              |
| 3  | Lucas de Deus       | L     | 26 gennaio 1987  | Brasile              |
| 4  | Otávio Pinto        | C     | 27 febbraio 1991 | Brasile              |
| 5  | Nicolás Uriarte     | P     | 21 marzo 1990    | Argentina            |
| 6  | Ramon Duarte        | P     | 22 dicembre 2003 | Brasile              |
| 7  | Lucas Bauer         | L     | 20 ottobre 1999  | Brasile              |
| 8  | Wallace de Souza    | O     | 26 giugno 1987   | Brasile              |
| 10 | Cledenílson Batista | C     | 9 giugno 1998    | Brasile              |
| 11 | Rodrigo Leão        | S     | 5 giugno 1996    | Brasile              |
| 12 | Rodrigo Rodrigues   | P     | 13 febbraio 1986 | Brasile              |
| 15 | Gabriel Vaccari     | S     | 25 dicembre 1996 | Brasile              |
| 16 | Lucas Saatkamp      | C     | 6 marzo 1986     | Brasile              |
| 17 | Felipe Albuquerque  | S     | 19 aprile 2005   | Brasile              |
| 18 | Carlos de Castro    | S     | 27 febbraio 2004 | Brasile              |
| 19 | Miguel Ángel López  | S     | 25 marzo 1997    | Cuba                 |
| 20 | Gregori Gato        | C     | 26 maggio 2003   | Brasile              |
| 22 | João Pedro Centola  | S     | 29 agosto 2005   | Brasile              |

## Statistiche

### Statistiche di squadra
| Competizione            | Punti | In casa | In casa | In casa | In trasferta | In trasferta | In trasferta | Totale | Totale | Totale |
| Competizione            | Punti | G       | V       | P       | G            | V            | P            | G      | V      | P      |
| ----------------------- | ----- | ------- | ------- | ------- | ------------ | ------------ | ------------ | ------ | ------ | ------ |
| Superliga Série A       | 58    | 13      | 12      | 1       | 13           | 11           | 2            | 27     | 24     | 3      |
| Coppa del Brasile       | -     | 1       | 1       | 0       | 0            | 0            | 0            | 3      | 3      | 0      |
| Supercoppa brasiliana   | -     | -       | -       | -       | -            | -            | -            | 1      | 1      | 0      |
| Campionato mondiale     | 3     | -       | -       | -       | -            | -            | -            | 4      | 2      | 2      |
| Campionato sudamericano | 6     | -       | -       | -       | -            | -            | -            | 4      | 4      | 0      |
| Totale                  | -     | 14      | 13      | 1       | 13           | 11           | 2            | 39     | 34     | 5      |

### Statistiche dei giocatori
| Giocatore      | Superliga Série A | Superliga Série A | Superliga Série A | Superliga Série A | Superliga Série A | Campionato mondiale | Campionato mondiale | Campionato mondiale | Campionato mondiale | Campionato mondiale | Campionato sudamericano | Campionato sudamericano | Campionato sudamericano | Campionato sudamericano | Campionato sudamericano |
| Giocatore      | P                 | PT                | AV                | MV                | BV                | P                   | PT                  | AV                  | MV                  | BV                  | P                       | PT                      | AV                      | MV                      | BV                      |
| -------------- | ----------------- | ----------------- | ----------------- | ----------------- | ----------------- | ------------------- | ------------------- | ------------------- | ------------------- | ------------------- | ----------------------- | ----------------------- | ----------------------- | ----------------------- | ----------------------- |
| F. Albuquerque | 0                 | 0                 | 0                 | 0                 | 0                 | -                   | -                   | -                   | -                   | -                   | 1                       | 1                       | 1                       | 0                       | 0                       |
| C. Batista     | 14                | 49                | 39                | 7                 | 3                 | 2                   | 3                   | 1                   | 2                   | 0                   | 2                       | 6                       | 3                       | 1                       | 2                       |
| L. Bauer       | 9                 | 0                 | 0                 | 0                 | 0                 | 2                   | 0                   | 0                   | 0                   | 0                   | 1                       | 0                       | 0                       | 0                       | 0                       |
| J.P. Centola   | 0                 | 0                 | 0                 | 0                 | 0                 | -                   | -                   | -                   | -                   | -                   | -                       | -                       | -                       | -                       | -                       |
| G. da Silva    | 0                 | 0                 | 0                 | 0                 | 0                 | 1                   | 2                   | 0                   | 2                   | 0                   | -                       | -                       | -                       | -                       | -                       |
| C. de Castro   | 2                 | 0                 | 0                 | 0                 | 0                 | 1                   | 1                   | 1                   | 0                   | 0                   | 2                       | 4                       | 4                       | 0                       | 0                       |
| L. de Deus     | 22                | 0                 | 0                 | 0                 | 0                 | 4                   | 0                   | 0                   | 0                   | 0                   | 4                       | 0                       | 0                       | 0                       | 0                       |
| W. de Souza    | 15                | 204               | 172               | 15                | 17                | 4                   | 57                  | 55                  | 1                   | 1                   | -                       | -                       | -                       | -                       | -                       |
| R. Duarte      | 0                 | 0                 | 0                 | 0                 | 0                 | -                   | -                   | -                   | -                   | -                   | -                       | -                       | -                       | -                       | -                       |
| G. Gato        | 0                 | 0                 | 0                 | 0                 | 0                 | -                   | -                   | -                   | -                   | -                   | 1                       | 3                       | 2                       | 1                       | 0                       |
| R. Leão        | 16                | 115               | 99                | 7                 | 9                 | 4                   | 13                  | 8                   | 2                   | 3                   | 4                       | 11                      | 7                       | 3                       | 1                       |
| M.Á. López     | 21                | 317               | 245               | 25                | 47                | 4                   | 35                  | 30                  | 1                   | 4                   | 4                       | 53                      | 39                      | 6                       | 8                       |
| W. Oppenkoski  | 26                | 170               | 142               | 11                | 17                | 4                   | 11                  | 9                   | 0                   | 2                   | 4                       | 47                      | 43                      | 2                       | 2                       |
| O. Pinto       | 26                | 213               | 135               | 55                | 23                | 4                   | 26                  | 20                  | 4                   | 2                   | 4                       | 30                      | 13                      | 7                       | 10                      |
| R. Rodrigues   | 23                | 5                 | 3                 | 1                 | 1                 | 2                   | 0                   | 0                   | 0                   | 0                   | 3                       | 0                       | 0                       | 0                       | 0                       |
| L. Saatkamp    | 22                | 182               | 108               | 48                | 26                | 4                   | 29                  | 18                  | 8                   | 3                   | 4                       | 32                      | 19                      | 9                       | 4                       |
| N. Uriarte     | 23                | 45                | 16                | 21                | 8                 | 4                   | 5                   | 0                   | 5                   | 0                   | 4                       | 7                       | 1                       | 5                       | 1                       |
| G. Vaccari     | 25                | 244               | 218               | 14                | 12                | 4                   | 30                  | 27                  | 2                   | 1                   | 4                       | 33                      | 26                      | 4                       | 3                       |

P = presenze; PT = punti totali; AV = attacchi vincenti; MV = muri vincenti; BV = battute vincenti

NB: Non sono disponibili i dati relativi alla Coppa del Brasile, alla Supercoppa brasiliana e, di conseguenza, quelli totali.